# 聖羅薩縣 (佛羅里達州)
聖羅薩县（英語：Santa Rosa County）是美国佛罗里达州西部的一個縣，南臨墨西哥湾，北鄰亚拉巴马州，面積3,040平方公里。根據2020年美國人口普查，共有人口18萬8,000人，2023年估計人口有20萬3,162人。縣治米爾頓。該縣成立於1842年2月18日，縣名紀念維泰博的聖羅薩。